# Olive Loughnane
Olive Loughnane (Cork, 14 de enero de 1976) es una atleta irlandesa especializada en marcha atlética.
En el Campeonato Mundial de Atletismo de 2009 celebrado en la ciudad alemana de Berlín consiguió la medalla de oro en los 20 kilómetros marcha. Inicialmente había obtenido la medalla de plata al ser 2ª, pero la atleta rusa Olga Kanískina, ganadora de la prueba, fue descalificada el 24 de marzo de 2016 por el TAS acusada de dopaje. La IAAF anunció que las medallas serían redistribuidas en todas las competiciones bajo su control por lo que Loughnane pasó del 2º puesto al 1º.
Olive Loughnane ha participado en cuatro ocasiones en los Juegos Olímpicos sobre la distancia de 20 km. La primera ocasión fue en los Juegos Olímpicos de Sídney 2000, donde ocupó el puesto 35. La segunda fue en los Juegos Olímpicos de Atenas 2004, donde no pudo finalizar la prueba. Su tercera participación olímpica fue en Pekín 2008, donde finalizó en el puesto séptimo, obteniendo de esta manera un diploma olímpico y su mejor clasificación en unos Juegos Olímpicos. Su última participación fue en los Juegos Olímpicos de Londres 2012, donde finalizó en decimotercera posición.
| Mejores marcas personales | Mejores marcas personales | Mejores marcas personales  | Mejores marcas personales |
| Distancia                 | Tiempo                    | Lugar                      | Fecha                     |
| ------------------------- | ------------------------- | -------------------------- | ------------------------- |
| 3.000 m.                  | 12:36.27                  | Cork, Irlanda              | 17 de julio de 2012       |
| 3.000 m. PC               | 12:32.51                  | Belfast, Irlanda del Norte | 15 de febrero de 2003     |
| 5.000 m.                  | 21:03.45                  | Dublín, Irlanda            | 1 de agosto de 2009       |
| 10 km.                    | 43:22                     | Saransk, Rusia             | 19 de septiembre de 2009  |
| 20 km.                    | 1h:27:45                  | Pekín, China               | 21 de agosto de 2008      |
| PC - Pista Cubierta       |                           |                            |                           |